# They Sure Don't Make Basketball Shorts Like They Used To
They Sure Don't Make Basketball Shorts Like They Used To é o álbum auto-lançado pela banda americana Hoobustank (hoje chamada Hoobastank) em 1998. 
Ele é significativamente diferente do "moderno" Hoobastank e as suas canções se encaixam mais nos gêneros funk rock e ska rock ao invés de rock alternativo, especialmente através do uso extensivo de saxofone.

## Faixas
1. "Earthsick" - 3:50
2. "Foot in Your Mouth" - 3:14
3. "Karma Patrol" - 3:28
4. "Stuck Without a Voice" - 3:32
5. "Can I Buy You a Drink" - 3:55
6. "Naked Jock Man" - 3:26
7. "Our Song" - 4:02
8. "The Mirror" - 3:42
9. "Educated Fool" - 3:49
10. "The Dance That Broke My Jaw" - 9:04